# Колвин, Клодетт
Клодетт Колвин (англ. Claudette Colvin; род. 5 сентября 1939, Монтгомери, Алабама, США) — афроамериканка из штата Алабама, которая в 1955 году отказалась по требованию водителя автобуса уступить место белой пассажирке, за что была арестована. Это произошло за 9 месяцев до более известного аналогичного поступка Розы Паркс, который привёл к бойкоту автобусных линий города. В отличие от Паркс, Колвин оставалась в неизвестности в течение многих лет. Считается, что её сочли неподходящим символом сопротивления сегрегации, так как она родила в 16 лет вне брака.

## Биография
Клодетт Колвин родилась в 1939 году в Монтгомери. Родители не смогли содержать ребёнка, и её воспитывали дальние родственники матери. Клодетт выросла в бедном чёрном районе города и посещала старшую школу для чернокожих имени Букера Талиафера Вашингтона. По воспоминаниям одноклассников, Колвин была отличницей и прилежной ученицей. Она увлекалась политикой и состояла в молодёжном крыле Национальной ассоциации содействия прогрессу цветного населения (NAACP). Колвин обладала более светлой кожей, чем многие другие афроамериканцы, из-за чего также подвергалась дискриминации в движении.
2 марта 1955 года 15-летняя Колвин с тремя другими ученицами ехала в автобусе, когда зашла белая пассажирка и потребовала, чтобы ей уступили место. Три девушки послушались, однако Клодетт и сидящая рядом беременная женщина отказались подняться. Тогда водитель вызвал полицию. Колвин арестовали и отправили во взрослую тюрьму. Родителям удалось добиться её освобождения. По воспоминания Колвин, после этого они боялись нападений со стороны Ку-клукс-клана. Её поступок вызвал широкий резонанс. В школе некоторые сверстники поддержали девушку, другие же прекратили с ней общаться и посчитали сумасшедшей.
Колвин решила бороться с дискриминацией и вместе с четырьмя другими афроамериканками подала в суд. Их интересы представлял адвокат Фред Грей. Вскоре также выяснилось, что Колвин беременна. Негритянское сообщество Монтгомери решило подождать с массовым протестом, считая её неподходящим символом сопротивления. Дело было закрыто. Спустя девять месяцев поступок Колвин повторила Роза Паркс, которая также была арестована и впоследствии приговорена к штрафу. Её протест привёл к бойкоту автобусных линий Монтгомери. 13 ноября 1956 года Верховный суд США вынес постановление, согласно которому расовая сегрегация при оказании услуг автобусного транспорта является нарушением Конституции. Сама Паркс считала, что «её [Колвин] назвали бы плохой девочкой, и у её дела не было бы шансов».
Колвин в марте 1956 года в 16-летнем возрасте родила сына Реймонда. Она осталась сторонницей ненасильственной борьбы, поклонницей Малкольма Икса и противницей сексизма в рядах движения за гражданские права. Первое время они жили со старшей сестрой Колвин Велмой, позже Клодетт получила работу медсестры в доме престарелых на Манхэттене. Она проработала там в течение 35 лет, с 1969 года до ухода на пенсию в 2004 году. Во время проживания в Нью-Йорке у нее родился второй сын. Он стал бухгалтером в Атланте. Реймонд Колвин умер в 1993 году в Нью-Йорке от сердечного приступа в возрасте 37 лет. Поступок Колвин долгое время оставался неизвестным широкой публике. В 2010-х в честь неё назвали улицу в Монтгомери.